# Shelocta
Shelocta est un borough situé à l'ouest du comté d'Indiana, en Pennsylvanie, aux États-Unis,. En 2010, il comptait une population de 130 habitants. Le borough est incorporé le 15 avril 1851.

## Démographie
Lors du recensement de 2010, le borough comptait une population de 130 habitants. Elle est estimée, en 2019, à 118 habitants.

### Source de la traduction
- (en) Cet article est partiellement ou en totalité issu de l’article de Wikipédia en anglais intitulé « Shelocta, Pennsylvania » (voir la liste des auteurs).